# Dobrnja (Banja Luka)
Pour les articles homonymes, voir Dobrnja.
Dobrnja (en serbe cyrillique : Добрња) est un village de Bosnie-Herzégovine. Il est situé sur le territoire de la ville de Banja Luka, dans la république serbe de Bosnie. Selon les premiers résultats du recensement bosnien de 2013, il compte 83 habitants.

## Démographie

### Évolution historique de la population dans la localité
| 1948 | 1953 | 1961  | 1971 | 1981 | 1991 | 2013 |
| ---- | ---- | ----- | ---- | ---- | ---- | ---- |
| -    | -    | 1 134 | 342  | 189  | 130  | 83   |

|  |

### Répartition de la population par nationalités (1991)
En 1991, tous les habitants du village étaient serbes,.